# Sentiero Mountain Fitness
Il sentiero Mountain Fitness Bocchetto Sessera è un percorso escursionistico del Biellese che collega il Bocchetto di Sessera con la Cima delle Guardie.

Il progetto è stato realizzato grazie alla collaborazione tra l'Oasi Zegna e la F.S.A. (Federazione Sport Alta Quota - Federation for Sport at Altitude) in modo da permettere l'uso del sentiero come palestra di sport e fonte di salute.
Analoghi percorsi, sempre sotto l'egida della F.S.A., sono stati allestiti in diverse località dell'arco alpino.

## Percorso
L'itinerario segue molto fedelmente il crinale che separa la Val Sessera prima dalla Valle Strona di Mosso e poi dall'alta Valle Cervo.
Il sentiero parte dal Bocchetto di Sessera (1.382 m s.l.m.) e sale piuttosto ripido fino al Monticchio (1.697 m s.l.m.) ; di qui con una serie di saliscendi raggiunge la Cima del Bonom (1.877 m) e, dopo essere transitato per la Bassa del Cugnolo (1.827 m) termina sulla Cima delle Guardie (2.007 m s.l.m.).

## Caratteristiche
All'inizio del percorso sono esposte su apposite bacheche le tabelle con i consumi calorici e i tempi di percorrenza previsti per varie tipologie di utilizzatori, dal sedentario all'atleta di buon livello.
Il percorso è segnalato da placchette con il logo dell'itinerario e sui tre punti più significativi (Monticchio, Cima del Bonom e Cima delle Guardie) sono state posizionate paline indicatrici.

Tutta la zona fa parte dell'Oasi Zegna, nata nel 1993 per tutelare e valorizzare l'area montana compresa tra Trivero e il Bo.